# Tenchungya
Les Tenchungya sont un groupe ethnique de la région du Bangladesh qu'on appelle traditionnellement les Chittagong Hill Tracts.
Au terme de l'accord de paix du 2 décembre 1997 qui a mis fin à plus de 20 années de conflit entre les populations autochtones de la région et le gouvernement bangladais, les Tenchungya seront représentés au Chittagong Hill Tracts Regional Council qui sera chargé de l'administration des 3 districts constituant la région.